# جبل أشيقر
جبل أشيقر أو جبل الأشقر التي سميت القرية على اسمه يقع بالجهة الشمالية من قرية أشيقر، بمنطقة الوشم.
يطلق عليه الأهالي اسم متنزه جبل أشيقر، وهو يقع فوق ظهر الكويستا (سطح ضلع الجنينة)، شمال الجامع الحديث في أشيقر بميل لايذكر نحو الشرق، ويبعد عنه (1200 م) في خط مستقيم، وقد تم اختيار موقع بكل عناية؛ فهو يقع في مكان مرتفع يطل علم البلدة عند حافة جبل أشيقر إذ يصل ارتفاعه عن الأرض المجاورة للجامع الكبير إلى (42 م)، أما ارتفاعه عن سطح البحر فهو (749 م) أما الارتفاع قبل الصعودلحافة فهو (719 م)؛ لذا أصبح كالأبراج في المدن، من يصعدها يكشف المنطقة، ويضم المتنزه مسجدأ في الوسط، بجواره مسطحات خضراء للمناسبات. ويحوي كذلك مجموعات من الأشجار تخترقها طرق مسفلتة تؤدي إلى عدة مظلات رائعة في تصميمها الهندسي، يحيط بها جدران من الأشجار الخضراء.